# جنگ مرزی مکزیک
جنگ مرزی (انگلیسی: Border War)، یا کمپین مرزی اشاره به درگیری‌های نظامی صورت گرفته در منطقه مرزی مکزیک-ایالات متحده واقع در آمریکای شمالی در طول انقلاب مکزیک است.
این نبردها با آغاز انقلاب مکزیک در ۱۹۱۰ و بیشتر در مناطق مرزی تگزاس صورت گرفت.

## مشروح نبردها
با شروع انقلاب مکزیک، ایالات متحده ارتش خود را جهت مبارزه با شورشیان و مقابله با تأثیرات انقلاب مکزیک بر ایالات متحده به مرزهای مکزیک فرستاد و شعله جنگ بین انقلابیون مکزیک به رهبری پانچو بی‌یا بالا گرفت تا جایی که در سال ۱۹۱۶ پانچو بی‌یا به شهر مرزی کلمبوس در ایالت نیومکزیکو آمریکا حمله کرد و در پاسخ ارتش ایالات متحده تحت فرماندهی جان جی. پرشینگ، وارد نبردی موسوم به عملیات پانچو بی‌یا شدند که با وجود موفقیت‌های آمریکا، در نابودی پانچو بی یا ناکام ماندند.

## نتیجه نبرد
جنگهای مرزی، از سلسله جنگهای جهانی اول نیز به شمار می‌رفت که با دخالت و حمایت امپراتوری آلمان از طرف مخالف ایالات متحده همراه بود.
این جنگ‌ها سرانجام با موفقیت ایالات متحده در سرکوب شورشیان و عادی سازی روابط با مکزیک همراه بود ولی در نهایت عمل اصلی پانچو بی‌یا، توسط دولت مکزیک بخشیده شد.